# Famorca
Famorca es una localidad y un municipio de la Comunidad Valenciana, España. Está situado en la provincia de Alicante, en la comarca del Condado de Cocentaina. Contaba con una población censada de 45 habitantes en 2020 (INE) y una densidad de 4,6 hab./km².

## Geografía

### Localización
El municipio de Famorca, de 9,72 km², se ubica en el valle de Seta, en la cuenca alta del río Gorgos. Limita con Tollos, Castell de Castells, Facheca, Confrides y Beniardá.
Localidades Limítrofes
|                | Norte: Tollos            |                           |
| Oeste: Facheca |                          | Este: Castell de Castells |
|                | Sur: Confrides, Beniardá |                           |

### Orografía
El municipio está situado en un estrecho valle de orientación E-O, entre la sierra de Alfaro al norte (pico Alfaro, 1166 m s. n. m.; Carboneres,1097 m s. n. m.) y la sierra de la Serrella al sur, con 926 m s. n. m. en les Mallaes y una altura máxima de 1361 m s. n. m. en la Mallà del Llop, a la que se puede acceder mediante un sendero. Los parajes más significativos son los corrales de la Cueva y la fuente de l'Anouer.

### Clima
El clima de Famorca es mediterráneo continentalizado con inviernos fríos. Las principales precipitaciones caen en otoño y en primavera, pudiendo ser durante enero y febrero en forma de nieve.

## Historia
Los grabados y pinturas rupestres hallados en el barranco de la Fita dan fe de la antigüedad del poblamiento humano en el término de Famorca. El núcleo de población actual debe datar de época muslmana, aunque el étimo del topónimo se desconoce. Tras la conquista cristiana (mediados del siglo XIII), pasó a formar parte de la baronía de Guadalest que se le concedió a Huc de Cardona. Pasó, por herencia materna, al biznieto de este, Sancho de Cardona, almirante de Aragón, que obtuvo el título del marqués del mismo nombre en 1542. Posteriormente pasó a los Palafox, marqueses de Ariza, y a los Arteaga, duques del Infantado. Estuvo habitado por musulmanes hasta su cristianización forzosa y contaba con 26 hogares en 1602 (unos 117 habitantes). Tras la expulsión de los moriscos (1609), se repobló con familias de mallorquines, si bien en 1646 solo había 7 casas habitadas (unos 32 habitantes).
El lugar era conocido en el siglo XIX por las expediciones en mulas cargadas de nieve que salían de la sierra hacia la costa. En el Diccionario de Madoz (1845-1850) aparece la siguiente descripción de Famorca y su término:

Lugar con ayuntamiento en la provincia de Alicante (10 leguas) [...]. Situado casi en el centro del valle de Ceta [...]; su clima es frío y seco. Tiene 40 casas de pobre aspecto, y una iglesia dedicada a San Cayetano, aneja de la parroquia de Facheca. [...] En su radio se encuentran algunos montes poblados solo de matas bajas. El terreno es áspero aunque no enteramente estéril, pues se crían en él viñedos, buenos sembrados y algunos olivos [...] Los caminos son escabrosos. [...] Produce trigo, escanda, vino, aceite y legumbres; sostiene poco ganado lanar y cabrío, y caza de perdices. Industria: la agrícola. Población: 45 vecinos, 204 almas.
Diccionario de Madoz

## Geografía humana

### Demografía
Cuenta con una población de 44 habitantes (INE 2024).
| Gráfica de evolución demográfica de Famorca entre 1842 y 2021                                                         |
| |
| Población de derecho según los censos de población del INE. Población de hecho según los censos de población del INE. |

Tras la expulsión de los moriscos en 1609 Famorca quedó despoblada, trayéndose para su repoblación familias de Mallorca. Con 45 habitantes (INE 2020), Famorca ha presentado una evolución demográfica recesiva continua desde finales del siglo XIX.
| Población | 257 | 265 | 266 | 235 | 244 | 225 | 222 | 186 | 186 | 170 | 126 | 71 | 61 | 48 | 44 | 62 | 45 |

### Economía
La economía local se basa principalmente en la agricultura de la oliva y de la almendra. La superficie cultivada está muy disminuida con respecto a épocas pasadas: en 1993 todavía había 300 ha cultivadas, pero en 2003 ya solo había 68 hectáreas de olivos y 3 de almendros. Otros cultivos importantes son los frutales no cítricos como el manzano, el peral o el cerezo. Los agricultores están agrupados en la Cooperativa de San Cayetano. En las últimas décadas, el turismo que sube de la zona litoral está potenciando el sector servicios.

### Transportes
La única carretera que cruza el término de Famorca es la CV-720, que une la Hoya de Alcoy con la Marina Alta.

## Política
Famorca está gobernada por una corporación local formada por concejales elegidos cada cuatro años por sufragio universal que a su vez eligen un alcalde. El censo electoral está compuesto por todos los residentes empadronados en Famorca mayores de 18 años y nacionales de España y de los otros países miembros de la Unión Europea. Según lo dispuesto en la Ley del Régimen Electoral General, que establece el número de concejales elegibles en función de la población del municipio, la Corporación Municipal de Famorca está formada por 3 concejales. El Ayuntamiento de Famorca está actualmente presidido por el PP y consta de 3 concejales de este partido.
|                                          |         |                                |       |       |            |            |
| Elecciones municipales de 2019           |         |                                |       |       |            |            |
| Partido                                  | Partido | Candidato                      | Votos | Votos | Concejales | Concejales |
| Partido Popular                          |         | Vicente Antonio Ruiz Rodríguez | 32    | 100 % | 3          | 0          |
| Fuente: Diputación de Alicante (España). |         |                                |       |       |            |            |

## Patrimonio
- Pinturas rupestres: En el  Morro del Asdarbalet, en el barranco de la Fita, se han hallado grabados y muestras de arte rupestre esquemático. Están declarados bien de interés cultural.[4]
- Iglesia de san Cayetano: está declarada bien de relevancia local.[11]
- Nevera de la Font: nevera de planta circular con pozo ubicada en la umbría de la Serrella.[4] Está declarada bien de relevancia local.[12]

## Urbanismo
El casco urbano de Famorca se levanta sobre una loma, en el centro del valle y a la derecha del barranco de Famorca y de la CV-720. Las calles son estrechas y empinadas, reduciéndose a tres principales y algunas callejas menores.

## Cultura

### Fiestas
Las fiestas patronales de Famorca están dedicadas a San Cayetano y se celebran en la primera semana de agosto.